# Payback 2017
Payback (2017) was een professioneel worstel-pay-per-view (PPV) en WWE Network evenement dat georganiseerd werd door WWE voor hun Raw brand. Het was de 5e editie van Payback en vond plaats op 30 april 2017 in het SAP Center in San Jose, Californië. Door de Superstar Shake-up waren er ook wedstrijden met de worstelaars van SmackDown. Het was de laatste evenement van Payback tot de terugkeer in 2020.

## Matches
| Nr. | Match                                                       | Winnaar(s)         | Opmerkingen | Bron  |
| --- | ----------------------------------------------------------- | ------------------ | --- | ----- |
| 1p  | Enzo & Cass vs. Gallows & Anderson                          | Enzo & Cass        | Tag Team Match. | [ 3 ] |
| 2   | Chris Jericho vs. Kevin Owens (c)                           | Chris Jericho (nc) | Eén-op-één match voor het WWE United States Championship. Jericho won de titel en is met de titel naar SmackDown gegaan vanwege de WWE Draft. | [ 3 ] |
| 3   | Austin Aries vs. Neville                                    | Austin Aries       | Eén-op-één match voor het WWE Cruiserweight Championship. Aries won door submission.                                                          | [ 3 ] |
| 4   | The Hardy Boyz (Jeff & Matt Hardy) (c) vs. Cesaro & Sheamus | The Hardy Boyz     | Tag Team match voor het WWE Raw Tag Team Championship.                                                                                        | [ 3 ] |
| 5   | Alexa Bliss vs. Bayley (c)                                  | Alexa Bliss (nc)   | Eén-op-één match voor het WWE Raw Women's Championship.                                                                                       | [ 3 ] |
| 6   | Bray Wyatt vs. Randy Orton                                  | Bray Wyatt         | Dit was een House of Horrors match. | [ 3 ] |
| 7   | Seth Rollins vs. Samoa Joe                                  | Seth Rollins       | Eén-op-één match. | [ 3 ] |
| 8   | Braun Strowman vs. Roman Reigns                             | Braun Strowman     | Eén-op-één match. | [ 3 ] |